# Pleopodias vigilans
Pleopodias vigilans là một loài chân đều trong họ Cymothoidae. Loài này được Richardson miêu tả khoa học năm 1911.